# کانگوروی درختی سری
کانگوروی درختی سری (نام علمی: Dendrolagus stellarum) کیسه‌داری از تیره درازپایان، سردهٔ کانگوروهای درختی است که در گینه نو یافت می‌شود. در سیاهه قرمز IUCN، این جانور در وضعیت آسیب‌پذیر طبقه‌بندی شده است.